# 24 Ore di Le Mans 2005
La 24 Ore di Le Mans 2005 è stata la 73ª edizione e si è svolta il 18 e 19 giugno sul Circuit de la Sarthe.

## La gara
La gara del 2005 è stata disputata in condizioni climatiche estremamente calde, con temperature superiori ai 30°C. Tale calore è stato causa di un elevato numero di inconvenienti meccanici. Al via la Pescarolo Sport nº16 prese il largo, dimostrandosi nettamente più veloce dei compagni di squadra, mentre l'Audi era costretta a rincorrere in quanto svantaggiata dal regolamento che penalizzava mediante bride e zavorre le vetture come la Audi R8 Sport che non erano state adeguate ai nuovi regolamenti. Di conseguenza le R8 avevano una minore velocità di punta, comparabile a quella delle Aston Martin di classe GT1, pertanto il tedeschi puntavano alla vittoria mediante l'affidabilità delle loro vetture invece delle prestazioni pure.
L'altra Pescarolo, la nº 17, fu vittima di inconvenienti durante la gara: un contatto con una Panoz e l'esplosione di uno pneumatico che danneggiò la parte posteriore della carrozzeria. Tutti questi problemi accaddero mentre alla guida c'era Soheil Ayari, mentre il suo compagno di squadra Sébastien Loeb (campione del mondo Rally) si dimostrò all'altezza degli altri membri dell'equipaggio alla sua prima competizione in un circuito.
In seguito la nº16 dovette fermarsi ai box a causa di un problema al cambio e la lunga sosta le fece perdere il comando e parecchie altre posizioni, per risalire al secondo posto all'alba dopo una furiosa rincorsa a suon di giri veloci, con un tempo sul giro di circa cinque secondi più rapido dell'Audi che lasciava presagire il ricongiungimento nelle fasi finali di gara.
Ma la Pescarolo fu vittima di un surriscaldamento che la costrinse ai box con conseguente ricovero in garage e, dopo una breve sosta, Érik Comas la riportò in pista, ma fu impossibilitato a mantenere gli stessi tempi registrati in precedenza e quindi incapace di recuperare il vantaggio di due giri accumulato dall'Audi.
Con questo successo Tom Kristensen stabilì il record assoluto di sette vittorie a Le Mans, di cui sei consecutivi, superando i sei successi di Jacky Ickx. Inoltre il suo compagno di equipaggio Marco Werner completò la tripletta della Triple Crown of endurance racing, avendo egli già vinto la 24 Ore di Daytona nel 1995 e la 12 Ore di Sebring nel 2005.

## Classifica finale
I vincitori di Classe sono in neretto. Le vetture che non hanno completato il 75% della distanza del vincitore sono indicate con NC (non classificati).
| Pos    | Classe | N° | Squadra                                           | Plioti                                                | Vettura                   | Pneumatici | Giri |
| Pos    | Classe | N° | Squadra                                           | Plioti                                                | Motore                    | Pneumatici | Giri |
| ------ | ------ | -- | ------------------------------------------------- | ----------------------------------------------------- | ------------------------- | ---------- | ---- |
| 1      | LMP1   | 3  | ADT Champion Racing                               | Tom Kristensen JJ Lehto Marco Werner                  | Audi R8                   | M          | 370  |
| 1      | LMP1   | 3  | ADT Champion Racing                               | Tom Kristensen JJ Lehto Marco Werner                  | Audi 3.6L Turbo V8        | M          | 370  |
| 2      | LMP1   | 16 | Pescarolo Sport                                   | Emmanuel Collard Jean-Christophe Boullion Érik Comas  | Pescarolo C60 Hybrid      | M          | 368  |
| 2      | LMP1   | 16 | Pescarolo Sport                                   | Emmanuel Collard Jean-Christophe Boullion Érik Comas  | Judd GV5 5.0L V10         | M          | 368  |
| 3      | LMP1   | 2  | ADT Champion Racing                               | Frank Biela Allan McNish Emanuele Pirro               | Audi R8                   | M          | 364  |
| 3      | LMP1   | 2  | ADT Champion Racing                               | Frank Biela Allan McNish Emanuele Pirro               | Audi 3.6L Turbo V8        | M          | 364  |
| 4      | LMP1   | 4  | Audi PlayStation Team Oreca                       | Franck Montagny Jean-Marc Gounon Stéphane Ortelli     | Audi R8                   | M          | 362  |
| 4      | LMP1   | 4  | Audi PlayStation Team Oreca                       | Franck Montagny Jean-Marc Gounon Stéphane Ortelli     | Audi 3.6L Turbo V8        | M          | 362  |
| 5      | GT1    | 64 | Corvette Racing                                   | Oliver Gavin Olivier Beretta Jan Magnussen            | Chevrolet Corvette C6.R   | M          | 349  |
| 5      | GT1    | 64 | Corvette Racing                                   | Oliver Gavin Olivier Beretta Jan Magnussen            | Chevrolet LS7R 7.0L V8    | M          | 349  |
| 6      | GT1    | 63 | Corvette Racing                                   | Ron Fellows Max Papis Johnny O'Connell                | Chevrolet Corvette C6.R   | M          | 347  |
| 6      | GT1    | 63 | Corvette Racing                                   | Ron Fellows Max Papis Johnny O'Connell                | Chevrolet LS7R 7.0L V8    | M          | 347  |
| 7      | LMP1   | 10 | Racing for Holland                                | Jan Lammers Elton Julian John Bosch                   | Dome S101                 | D          | 346  |
| 7      | LMP1   | 10 | Racing for Holland                                | Jan Lammers Elton Julian John Bosch                   | Judd GV4 4.0L V10         | D          | 346  |
| 8      | LMP1   | 12 | Courage Compétition                               | Dominik Schwager Alexander Frei Christian Vann        | Courage C60H              | Y          | 339  |
| 8      | LMP1   | 12 | Courage Compétition                               | Dominik Schwager Alexander Frei Christian Vann        | Judd GV4 4.0L V10         | Y          | 339  |
| 9      | GT1    | 59 | Aston Martin Racing                               | David Brabham Stéphane Sarrazin Darren Turner         | Aston Martin DBR9         | M          | 333  |
| 9      | GT1    | 59 | Aston Martin Racing                               | David Brabham Stéphane Sarrazin Darren Turner         | Aston Martin 6.0L V12     | M          | 333  |
| 10     | GT2    | 71 | Alex Job Racing BAM! Motorsport                   | Mike Rockenfeller Marc Lieb Leo Hindery               | Porsche 911 GT3-RSR       | Y          | 332  |
| 10     | GT2    | 71 | Alex Job Racing BAM! Motorsport                   | Mike Rockenfeller Marc Lieb Leo Hindery               | Porsche 3.6L Flat-6       | Y          | 332  |
| 11     | GT2    | 90 | Petersen Motorsports White Lightning Racing       | Jörg Bergmeister Patrick Long Timo Bernhard           | Porsche 911 GT3-RSR       | M          | 331  |
| 11     | GT2    | 90 | Petersen Motorsports White Lightning Racing       | Jörg Bergmeister Patrick Long Timo Bernhard           | Porsche 3.6L Flat-6       | M          | 331  |
| 12     | GT1    | 50 | Larbre Compétition                                | Patrice Goueslard Olivier Dupard Vincent Vosse        | Ferrari 550-GTS Maranello | M          | 324  |
| 12     | GT1    | 50 | Larbre Compétition                                | Patrice Goueslard Olivier Dupard Vincent Vosse        | Ferrari F133 5.9L V12     | M          | 324  |
| 13     | GT2    | 80 | Flying Lizard Motorsports                         | Johannes van Overbeek Lonnie Pechnik Seth Neiman      | Porsche 911 GT3-RSR       | M          | 323  |
| 13     | GT2    | 80 | Flying Lizard Motorsports                         | Johannes van Overbeek Lonnie Pechnik Seth Neiman      | Porsche 3.6L Flat-6       | M          | 323  |
| 14     | LMP1   | 7  | Creation Autosportif Ltd.                         | Nicolas Minassian Jamie Campbell-Walter Andy Wallace  | DBA 03S                   | M          | 322  |
| 14     | LMP1   | 7  | Creation Autosportif Ltd.                         | Nicolas Minassian Jamie Campbell-Walter Andy Wallace  | Judd GV4 4.0L V10         | M          | 322  |
| 15     | GT2    | 76 | IMSA Performance                                  | Raymond Narac Sébastien Dumez Romain Dumas            | Porsche 911 GT3-RS        | M          | 322  |
| 15     | GT2    | 76 | IMSA Performance                                  | Raymond Narac Sébastien Dumez Romain Dumas            | Porsche 3.6L Flat-6       | M          | 322  |
| 16     | LMP1   | 18 | Rollcentre Racing                                 | Martin Short João Barbosa Vanina Ickx                 | Dallara SP1               | M          | 318  |
| 16     | LMP1   | 18 | Rollcentre Racing                                 | Martin Short João Barbosa Vanina Ickx                 | Judd GV4 4.0L V10         | M          | 318  |
| 17     | GT1    | 61 | Cirtek Motorsport Russian Age Racing Convers Team | Nikolai Fomenko Alexey Vasilyev Christophe Bouchut    | Ferrari 550-GTS Maranello | M          | 315  |
| 17     | GT1    | 61 | Cirtek Motorsport Russian Age Racing Convers Team | Nikolai Fomenko Alexey Vasilyev Christophe Bouchut    | Ferrari F133 5.9L V12     | M          | 315  |
| 18     | GT2    | 72 | Luc Alphand Aventures                             | Luc Alphand Jérôme Policand Christopher Campbell      | Porsche 911 GT3-RS        | M          | 311  |
| 18     | GT2    | 72 | Luc Alphand Aventures                             | Luc Alphand Jérôme Policand Christopher Campbell      | Porsche 3.6L Flat-6       | M          | 311  |
| 19     | GT2    | 89 | Sebah Automotive Ltd.                             | Lars-Erik Nielsen Thorkild Thyrring Pierre Ehret      | Porsche 911 GT3-RSR       | D          | 307  |
| 19     | GT2    | 89 | Sebah Automotive Ltd.                             | Lars-Erik Nielsen Thorkild Thyrring Pierre Ehret      | Porsche 3.6L Flat-6       | D          | 307  |
| 20     | LMP2   | 25 | Ray Mallock Ltd. (RML)                            | Thomas Erdos Mike Newton Warren Hughes                | MG-Lola EX264             | M          | 305  |
| 20     | LMP2   | 25 | Ray Mallock Ltd. (RML)                            | Thomas Erdos Mike Newton Warren Hughes                | Judd XV675 3.4L V8        | M          | 305  |
| 21     | LMP2   | 36 | Paul Belmondo Racing                              | Karim A. Ojjeh Claude-Yves Gosselin Adam Sharpe       | Courage C65               | M          | 300  |
| 21     | LMP2   | 36 | Paul Belmondo Racing                              | Karim A. Ojjeh Claude-Yves Gosselin Adam Sharpe       | Ford (AER) 2.0L Turbo I4  | M          | 300  |
| 22     | LMP2   | 37 | Paul Belmondo Racing                              | Didier André Paul Belmondo Rick Sutherland            | Courage C65               | M          | 294  |
| 22     | LMP2   | 37 | Paul Belmondo Racing                              | Didier André Paul Belmondo Rick Sutherland            | Ford (AER) 2.0L Turbo I4  | M          | 294  |
| 23     | GT2    | 83 | Seikel Motorsport                                 | Philip Collin David Shep Horst Felbermayr, Sr.        | Porsche 911 GT3-RSR       | Y          | 274  |
| 23     | GT2    | 83 | Seikel Motorsport                                 | Philip Collin David Shep Horst Felbermayr, Sr.        | Porsche 3.6L Flat-6       | Y          | 274  |
| 24     | LMP2   | 30 | Kruse Motorsport                                  | Tim Mullen Ian Mitchell Phil Bennett                  | Courage C65               | P          | 268  |
| 24     | LMP2   | 30 | Kruse Motorsport                                  | Tim Mullen Ian Mitchell Phil Bennett                  | Judd XV675 3.4L V8        | P          | 268  |
| 25 NC  | LMP1   | 9  | Team Jota Zytek Engineering Ltd.                  | Sam Hignett John Stack Haruki Kurosawa                | Zytek 04S                 | D          | 325  |
| 25 NC  | LMP1   | 9  | Team Jota Zytek Engineering Ltd.                  | Sam Hignett John Stack Haruki Kurosawa                | Zytek ZG348 3.4L V8       | D          | 325  |
| 26 NC  | GT2    | 95 | Racesport Peninsula TVR                           | John Hartshorne Richard Stanton Piers Johnson         | TVR Tuscan T400R          | D          | 256  |
| 26 NC  | GT2    | 95 | Racesport Peninsula TVR                           | John Hartshorne Richard Stanton Piers Johnson         | TVR Speed Six 4.0L I6     | D          | 256  |
| 27 NC  | LMP2   | 24 | Rachel Welter                                     | Yojiro Terada Patrice Roussel William Binnie          | WR LMP04                  | P          | 233  |
| 27 NC  | LMP2   | 24 | Rachel Welter                                     | Yojiro Terada Patrice Roussel William Binnie          | Peugeot 2.0L Turbo I4     | P          | 233  |
| 28 DNF | GT1    | 58 | Aston Martin Racing                               | Peter Kox Pedro Lamy Tomáš Enge                       | Aston Martin DBR9         | M          | 327  |
| 28 DNF | GT1    | 58 | Aston Martin Racing                               | Peter Kox Pedro Lamy Tomáš Enge                       | Aston Martin 6.0L V12     | M          | 327  |
| 29 DNF | LMP1   | 17 | Pescarolo Sport                                   | Soheil Ayari Éric Hélary Sébastien Loeb               | Pescarolo C60 Hybrid      | M          | 288  |
| 29 DNF | LMP1   | 17 | Pescarolo Sport                                   | Soheil Ayari Éric Hélary Sébastien Loeb               | Judd GV5 5.0L V10         | M          | 288  |
| 30 DNF | GT2    | 92 | Cirtek Motorsport Conversbank                     | Stefan Eriksson Joe Macari Rob Wilson                 | Ferrari 360 Modena GTC    | D          | 218  |
| 30 DNF | GT2    | 92 | Cirtek Motorsport Conversbank                     | Stefan Eriksson Joe Macari Rob Wilson                 | Ferrari F131 3.6L V8      | D          | 218  |
| 31 DNF | LMP1   | 5  | Jim Gainer International                          | Ryo Michigami Seiji Ara Katsutomo Kaneishi            | Dome S101Hb               | D          | 193  |
| 31 DNF | LMP1   | 5  | Jim Gainer International                          | Ryo Michigami Seiji Ara Katsutomo Kaneishi            | Mugen MF408S 4.0L V8      | D          | 193  |
| 32 DNF | GT2    | 78 | Panoz Motor Sports                                | Patrick Bourdais Bryan Sellers Marino Franchitti      | Panoz Esperante GT-LM     | P          | 185  |
| 32 DNF | GT2    | 78 | Panoz Motor Sports                                | Patrick Bourdais Bryan Sellers Marino Franchitti      | Ford (Élan) 5.0L V8       | P          | 185  |
| 33 DNF | LMP2   | 35 | G-Force Racing / Bokkenrijders                    | Val Hillebrand Frank Hahn Gavin Pickering             | Courage C65               | D          | 183  |
| 33 DNF | LMP2   | 35 | G-Force Racing / Bokkenrijders                    | Val Hillebrand Frank Hahn Gavin Pickering             | Judd XV675 3.4L V8        | D          | 183  |
| 34 DNF | GT2    | 92 | T2M Motorsport                                    | Yutaka Yamagishi Xavier Pompidou Jean-Luc Blanchemain | Porsche 911 GT3-RS        | D          | 183  |
| 34 DNF | GT2    | 92 | T2M Motorsport                                    | Yutaka Yamagishi Xavier Pompidou Jean-Luc Blanchemain | Porsche 3.6L Flat-6       | D          | 183  |
| 35 DNF | LMP1   | 8  | Rollcentre Racing                                 | Michael Krumm Bobby Verdon-Roe Harold Primat          | Dallara SP1               | M          | 133  |
| 35 DNF | LMP1   | 8  | Rollcentre Racing                                 | Michael Krumm Bobby Verdon-Roe Harold Primat          | Nissan 3.6L Turbo V8      | M          | 133  |
| 36 DNF | LMP2   | 32 | Intersport Racing                                 | Liz Halliday Sam Hancock Gregor Fisken                | Lola B05/40               | G          | 119  |
| 36 DNF | LMP2   | 32 | Intersport Racing                                 | Liz Halliday Sam Hancock Gregor Fisken                | AER P07 2.0L Turbo I4     | G          | 119  |
| 37 DNF | LMP2   | 34 | Miracle Motorsports                               | John Macaluso Ian James Andy Lally                    | Courage C65               | K          | 115  |
| 37 DNF | LMP2   | 34 | Miracle Motorsports                               | John Macaluso Ian James Andy Lally                    | AER P07 2.0L Turbo I4     | K          | 115  |
| 38 DNF | LMP2   | 31 | Noël del Bello Racing                             | Romain Iannetta Christophe Pillon Ni Amorim           | Courage C65               | M          | 99   |
| 38 DNF | LMP2   | 31 | Noël del Bello Racing                             | Romain Iannetta Christophe Pillon Ni Amorim           | CG-Mecachrome 3.4L V8     | M          | 99   |
| 39 DNF | GT1    | 69 | JMB Racing                                        | Jean-René De Fournoux Stéphane Daoudi Jim Matthews    | Ferrari 575-GTC           | P          | 84   |
| 39 DNF | GT1    | 69 | JMB Racing                                        | Jean-René De Fournoux Stéphane Daoudi Jim Matthews    | Ferrari F133 6.0L V12     | P          | 84   |
| 40 DNF | GT2    | 85 | Spyker Squadron b.v.                              | Tom Coronel Peter van Merksteijn Donny Crevels        | Spyker C8 Spyder GT2-R    | D          | 76   |
| 40 DNF | GT2    | 85 | Spyker Squadron b.v.                              | Tom Coronel Peter van Merksteijn Donny Crevels        | Audi 3.8L V8              | D          | 76   |
| 41 DNF | GT2    | 93 | Scuderia Ecosse                                   | Andrew Kirkaldy Nathan Kinch Anthony Reid             | Ferrari 360 Modena GTC    | P          | 70   |
| 41 DNF | GT2    | 93 | Scuderia Ecosse                                   | Andrew Kirkaldy Nathan Kinch Anthony Reid             | Ferrari F131 3.6L V8      | P          | 70   |
| 42 DNF | GT1    | 51 | BMS Scuderia Italia                               | Fabrizio Gollin Christian Pescatori Miguel Ramos      | Ferrari 550-GTS Maranello | P          | 67   |
| 42 DNF | GT1    | 51 | BMS Scuderia Italia                               | Fabrizio Gollin Christian Pescatori Miguel Ramos      | Ferrari F133 5.9L V12     | P          | 67   |
| 43 DNF | GT1    | 52 | BMS Scuderia Italia                               | Michele Bartyan Matteo Malucelli Toni Seiler          | Ferrari 550-GTS Maranello | P          | 60   |
| 43 DNF | GT1    | 52 | BMS Scuderia Italia                               | Michele Bartyan Matteo Malucelli Toni Seiler          | Ferrari F133 5.9L V12     | P          | 60   |
| 44 DNF | LMP2   | 23 | Gerard Welter                                     | Jean-Bernard Bouvet Robert Julien Sylvain Boulay      | WR LMP04                  | P          | 53   |
| 44 DNF | LMP2   | 23 | Gerard Welter                                     | Jean-Bernard Bouvet Robert Julien Sylvain Boulay      | Peugeot ES9J4S 3.4L V6    | P          | 53   |
| 45 DNF | LMP1   | 13 | Courage Compétition                               | Jonathan Cochet Shinji Nakano Bruce Jouanny           | Courage C60H              | Y          | 52   |
| 45 DNF | LMP1   | 13 | Courage Compétition                               | Jonathan Cochet Shinji Nakano Bruce Jouanny           | Judd GV4 4.0L V10         | Y          | 52   |
| 46 DNF | LMP2   | 20 | Pir Competition                                   | Pierre Bruneau Marc Rostan Philippe Haezebrouck       | Pilbeam MP93              | M          | 32   |
| 46 DNF | LMP2   | 20 | Pir Competition                                   | Pierre Bruneau Marc Rostan Philippe Haezebrouck       | JPX 3.4L V6               | M          | 32   |
| 47 DNF | LMP2   | 39 | Chamberlain-Synergy Motorsport                    | Bob Berridge Gareth Evans Peter Owen                  | Lola B05/40               | D          | 30   |
| 47 DNF | LMP2   | 39 | Chamberlain-Synergy Motorsport                    | Bob Berridge Gareth Evans Peter Owen                  | AER P07 2.0L Turbo I4     | D          | 30   |
| 48 DNF | LMP2   | 33 | Intersport Racing Cirtek Motorsport               | Juan Barazi Sergei Zlobin Bastien Brière              | Courage C65               | M          | 30   |
| 48 DNF | LMP2   | 33 | Intersport Racing Cirtek Motorsport               | Juan Barazi Sergei Zlobin Bastien Brière              | AER P07 2.0L Turbo I4     | M          | 30   |
| 49 DNF | GT2    | 77 | Panoz Motor Sports                                | Bill Auberlen Robin Liddell Scott Maxwell             | Panoz Esperante GT-LM     | P          | 27   |
| 49 DNF | GT2    | 77 | Panoz Motor Sports                                | Bill Auberlen Robin Liddell Scott Maxwell             | Ford (Élan) 5.0L V8       | P          | 27   |

## Statistiche
- Pole Position - #16 Pescarolo Sport - 3:34.715
- Giro più veloce - #16 Pescarolo Sport - 3:34.968
- Distanza - 5050.5 km
- Velocità media - 210.216 km/h
- Velocità di punta - #16 Pescarolo Sport - 329 km/h

## Trophy Winners
- Indice di efficienza termica - #59 Aston Martin Racing